# Rod Taylor
Rodney Taylor Sturt (Sydney, Austrália, 11 de Janeiro de 1930 — Los Angeles, EUA, 7 de janeiro de 2015), mais conhecido como Rod Taylor, foi um ator australiano de cinema, radicado nos Estados Unidos da América. Também participou em algumas séries de televisão como Falcon Crest, entre 1988 e 1990.
Morreu aos 84 anos de ataque cardíaco.

## Filmografia incompleta
- Ágil no gatilho (Top Gun) 1955
- Assim caminha a humanidade (Giant) 1956
- A árvore da vida (Raintree County) 1957
- As duas faces do crime (Stepdown to Terror) 1958
- Vidas separadas (Separate Tables) 1958
- Elas querem é casar (Ask Any Girl) 1959
- A Máquina do Tempo (The Time Machine) 1960
- A guerra dos dalmatas (One Hundred and One Dalmatians)1961 (Apenas voz)
- O pirata real (EUA.: Seven seas to Calais /Itália: Il dominatore dei sette mari)1963
- Um domingo em Nova York (Sunday in New York) 1963
- Gente muito importante (The V.I.P.s) 1963
- Águias em alerta (A Gathering of Eagles) 1963
- Os pássaros (The Birds) 1963
- O destino é o caçador (Fate Is the Hunter) 1964
- O rebelde sonhador (Young Cassidy) 1964
- 36 Horas (36 Hours) 1964
- Do Not Disturb 1965
- Assassino de encomenda (The Liquidator) 1965
- A espiã de calcinhas de renda (The Glass Bottom Boat) 1966
- O revólver de um desconhecido (Chuka) 1967
- Hotel de luxo (Hotel) 1967
- A comando de marginais (The Hell with Heroes) 1968
- Atentado ao Alto Comissário (Nobody Runs Forever) 1968
- Os mercenários (Dark of the Sun) 1968
- A morte não marca hora (Darker Than Amber) 1970
- O homem que dominava as mulheres (The Man Who Had Power Over the Women) 1970
- Fúria no sangue (The Deadly Trackers) 1973